# Льдина

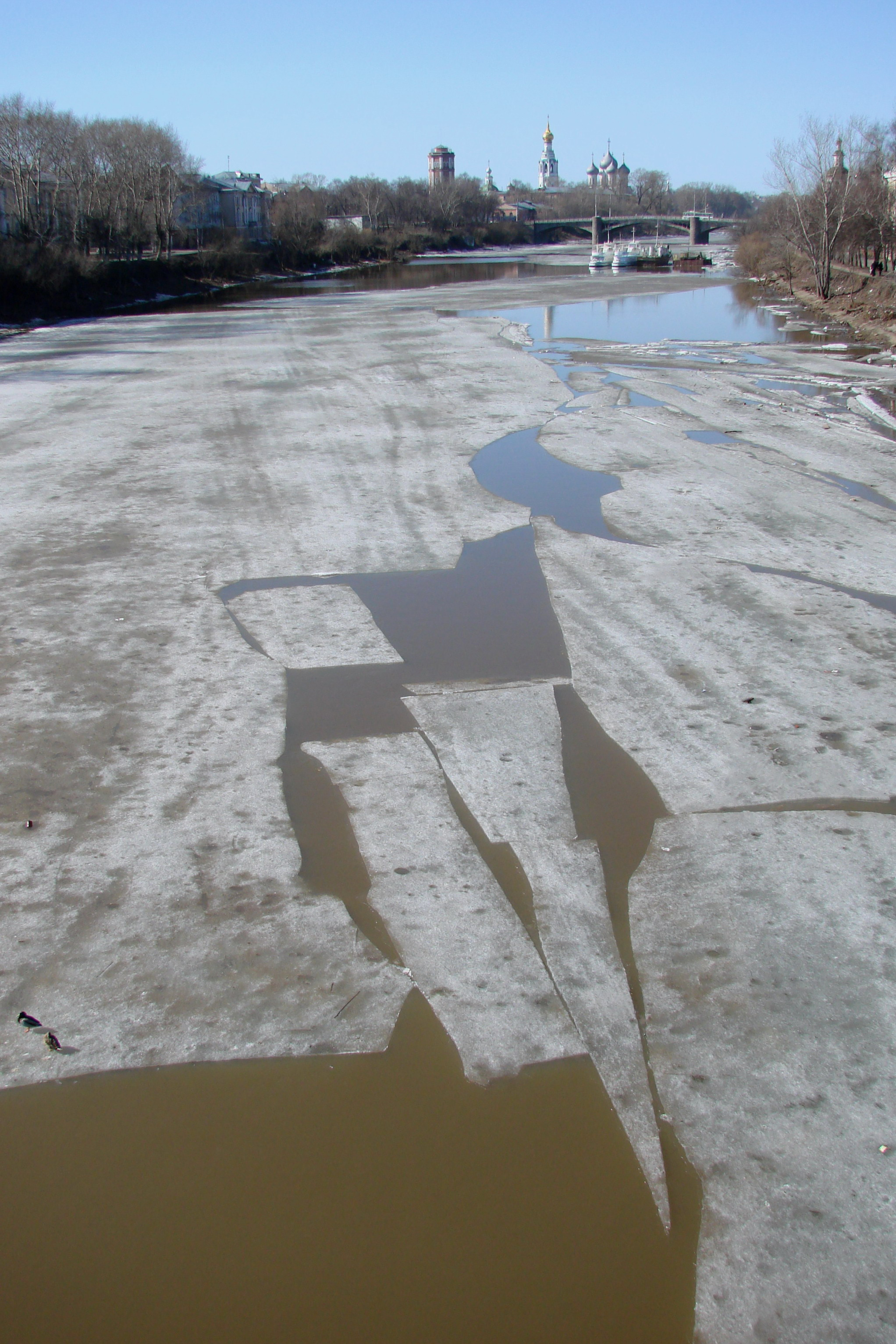
Льдины на реке Вологда

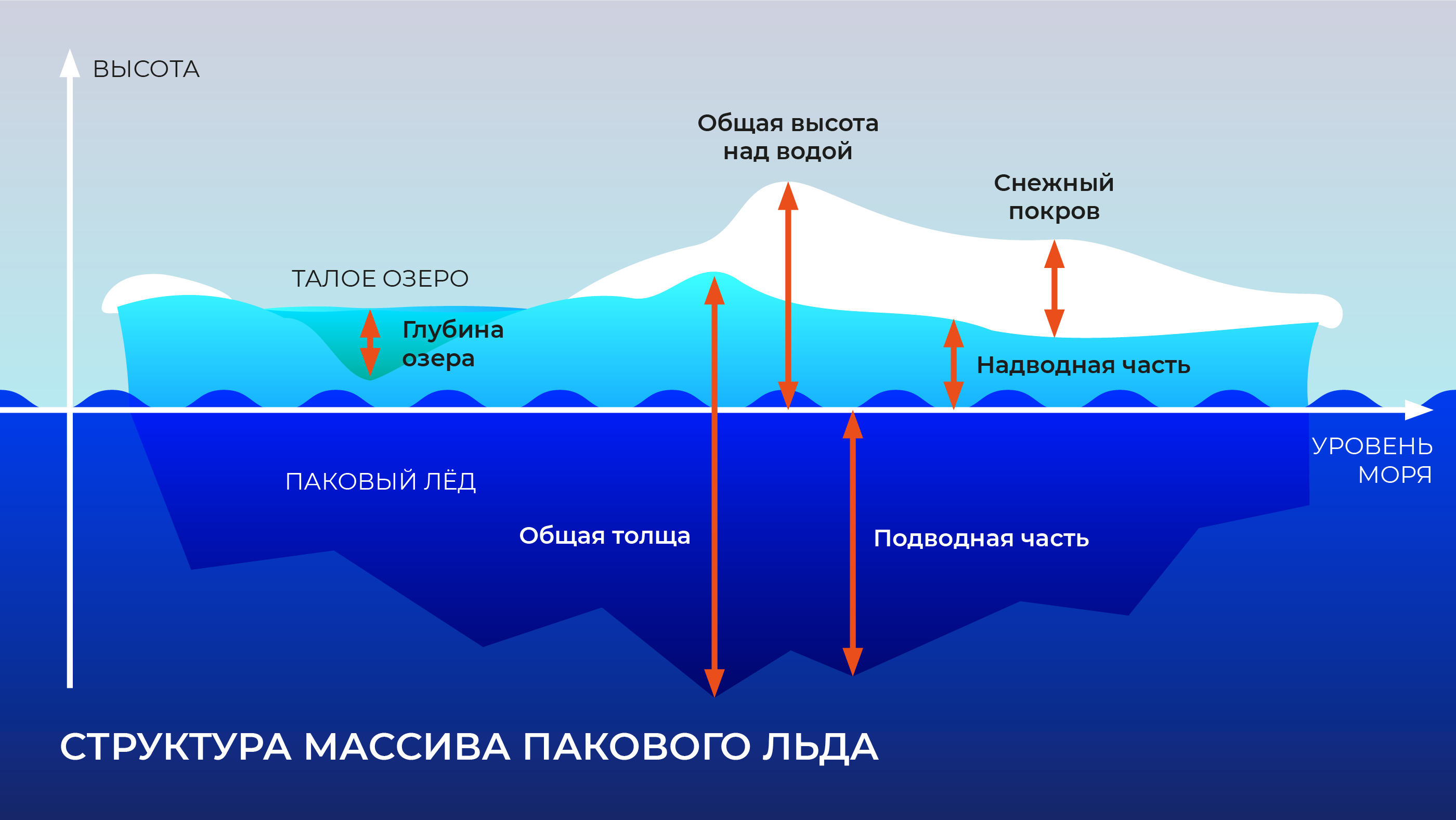
Гляциологические характеристики льда

Льди́на — отдельный кусок льда, дрейфующий на поверхности воды. Льдины бывают совершенно разных размеров. В Мировом океане, как правило, в приполярных областях существуют льдины огромных размеров — айсберги.
Весной льдины образуются в результате разрушения ледяного покрова, а осенью — в результате смерзания сала, шуги, снежницы и оторвавшихся заберегов.
Массовое движение льдин на реках и озёрах под воздействием течения и ветра называется ледоходом, а такое движение в морях и океанах — дрейфом льда.